# McMinnville (Oregon)
Pour les articles homonymes, voir McMinnville.
McMinnville est une ville américaine, siège du comté de Yamhill dans l'Oregon. Le nom de la ville provient de son fondateur, William T. Newby, qui a baptisé la ville du nom de sa ville d'origine McMinnville dans le Tennessee. Sa population s’élevait à 32 187 habitants lors du recensement de 2010, estimée à 33 131 habitants en 2016.

## Histoire
La ville fut fondée en 1876. Elle devint siège du comté à la suite d'un vote en 1886 qui transféra le siège du comté de Lafayette à McMinnville.

## Géographie
La ville est située au nord-ouest de l'Oregon, à 80 kilomètres à l'est de l'océan Pacifique, à 50 kilomètres au sud-ouest de Portland et à 40 kilomètres au nord-ouest de Salem. La ville se situe sur le confluent entre la fourche nord et la fourche sud (North Fork et South Fork) de la rivière Yamhill.

## Démographie
| Groupe            | McMinnville | Oregon | États-Unis |
| ----------------- | ----------- | ------ | ---------- |
| Blancs            | 82,2        | 83,7   | 72,4       |
| Autres            | 10,7        | 5,3    | 6,2        |
| Métis             | 3,5         | 3,8    | 2,9        |
| Asiatiques        | 1,5         | 3,7    | 4,8        |
| Amérindiens       | 1,3         | 1,4    | 0,9        |
| Afro-Américains   | 0,7         | 1,8    | 12,6       |
| Océaniens         | 0,2         | 0,4    | 0,2        |
| Total             | 100         | 100    | 100        |
|                   |             |        |            |
| Latino-Américains | 20,6        | 11,8   | 17,37      |

Selon l'American Community Survey, pour la période 2011-2015, 79,33 % de la population âgée de plus de 5 ans déclare parler anglais à la maison, alors que 18,40 % déclare parler l'espagnol et 2,27 % une autre langue.

## Personnalités liées à la ville
- Will Vinton (1947-2018), producteur, réalisateur et monteur, est né à McMinnville.
- Ehren McGhehey (1976-), membre des Jackass.
- Beverly Cleary (1916-2021), femme de lettres en littérature d'enfance et de jeunesse.
- Raemer Schreiber, (1910-1998), physicien, est né à McMinnville.